# Daplasa
Daplasa é um gênero de traça pertencente à família Arctiidae.